# كيمبرلي بيريل
كيمبرلي بيريل (بالإنجليزية: Kimberly Birrell)‏ مواليد 29 أبريل 1998 في دوسلدورف، هي لاعبة كرة مضرب أسترالية بدأت مسيرتها كمحترفة سنة 2014 وتحتل حالياً المرتبة 278 (1 فبراير 2016) في تصنيف رابطة محترفات كرة المضرب. أعلى تصنيف لها في الفردي كان 278. أعلى تصنيف لها في الزوجي كان 265.

## النهائيات

### الزوجي: 1 (الوصافة 1)
| الحصيلة | الرقم | التاريخ        | الدورة                   | الأرضية | الشريك           | المنافس                   | النتيجة  |
| ------- | ----- | -------------- | ------------------------ | ------- | ---------------- | ------------------------- | -------- |
| الوصافة | 1.    | يناير 16, 2016 | هوبارت الدولية، أستراليا | صلبة    | جارملا غاجدوسوفا | هان زينيون كريستينا مكهيل | 3–6, 0–6 |

## الخط الزمني للأداء
مفتاح
| ف | ن | ن.ن | ر.ن | د# | د.م | ل | أ.أ | ت | غ | ب | ف | ذ | م.خ | ل.ت |

(ف) فاز بالبطولة (ن) وصل النهائي (ن.ن) نصف النهائي (ر.ن) ربع النهائي (د#) الأدوار الأربعة الأولى (د.م) دور المجموعات (ل) شارك في كأس ديفيز (أ.أ) خرج من الأدوار الاولى (ت) خسر التصفيات التأهيلية (غ) غاب عن الحدث أو البطولة (ب) حصل على ميدالية برونزية (ف) حصل على ميدالية فضية (ذ) حصل على ميدالية ذهبية (م.خ) بطولة الماسترز خُفضت إلى مرتبة أقل (ل.ت) البطولة لم تعقد في السنة المعينة.
لتجنب الارتباك وازدواجية الحساب، يتم تحديث هذه المعلومات إما في نهاية البطولة، أو عندما تكون مشاركة اللاعب في البطولة قد انتهت.

### الفردي
| دورات الجراند سلام |     |     |
| أستراليا المفتوحة  | د1  | 0–1 |
| فرنسا المفتوحة     |     | 0–0 |
| بطولة ويمبلدون     |     | 0–0 |
| أمريكا المفتوحة    |     | 0–0 |
| فوز-خسارة          | 0–1 | 0–1 |

## روابط خارجية
- كيمبرلي بيريل على موقع رابطة محترفات التنس (الإنجليزية)
- كيمبرلي بيريل على موقع الاتحاد الدولي لكرة المضرب (الإنجليزية)
- كيمبرلي بيريل على موقع كأس بيلي جين كينغ (الإنجليزية)
- كيمبرلي بيريل على موقع اتحاد التنس الأسترالي (الإنجليزية)
- كيمبرلي بيريل على موقع بطولة ويمبلدون (الإنجليزية)
- كيمبرلي بيريل على موقع خلاصة التنس.كوم (الإنجليزية)
- كيمبرلي بيريل على موقع إي إس بي إن.كوم (الإنجليزية)